# Hedlyktspindel
Hedlyktspindel (Agroeca proxima) är en spindelart som först beskrevs av O. Pickard-Cambridge 1871.  Hedlyktspindel ingår i släktet Agroeca och familjen månspindlar. Arten är reproducerande i Sverige. Inga underarter finns listade i Catalogue of Life.